# DVB-T2
DVB-T2 (viết tắt của "Digital Video Broadcasting – Second Generation Terrestrial") là phần mở rộng của tiêu chuẩn truyền hình DVB-T do DVB phát minh cho việc truyền dẫn truyền hình số mặt đất. DVB được đánh giá tiêu chuẩn bởi ETSI.
Hệ thống này cho phép truyền dẫn nén âm thanh, video và các dữ liệu kĩ thuật số khác dưới dạng "ống lớp vật lý" (PLPs), sử dụng điều chế OFDM với kết nối mã hóa kênh và chèn. Tốc độ bit của hệ thống này cao hơn so với DVB-T, phù hợp để truyền dẫn tín hiệu HD trên truyền kênh truyền hình mặt đất.
Ngoài ra, với thế hệ phát sóng thứ 2 này, người dùng còn có thể sử dụng các bộ thu mini cho máy tính, laptop thông qua cổng USB, Card TV rời hoặc điện thoại di động có hỗ trợ tính năng USB OTG để kết nối bộ thu và xem các chương trình truyền hình giống như tiêu chuẩn DVB-H cho các thiết bị di động cầm tay.

### [1]Ưu điểm của truyền hình số kỹ thuật số mặt đất DVB-T2
Có rất nhiều ưu điểm khi sử dụng truyền hình kỹ thuật số mặt đất dạng DVB-T2, bao gồm:
1. Chất lượng hình ảnh và âm thanh tốt hơn: So với truyền hình analog, truyền hình số cung cấp chất lượng hình ảnh và âm thanh tốt hơn, với màu sắc trung thực và âm thanh rõ ràng.
2. Tốc độ truyền dữ liệu cao: DVB-T2 có thể truyền dữ liệu tốt hơn so với phiên bản trước, điều này có nghĩa là bạn sẽ nhận được nhiều kênh hơn và tốt hơn.
3. Tiết kiệm tần số: DVB-T2 có thể sử dụng tần số tối ưu hơn, giúp tiết kiệm tài nguyên và tạo ra thời gian trống cho các dịch vụ khác.
4. Tính năng đa dạng: DVB-T2 cung cấp rất nhiều tính năng mới và tốt hơn so với truyền hình analog, chẳng hạn như tính năng truyền hình hai chiều, tính năng tải xuống và lưu trữ phim,....
5. Sử dụng trên rộng rãi: DVB-T2 đang được sử dụng rộng rãi trên toàn thế giới, giúp cho việc sử dụng truyền hình số trở nên dễ dàng và tiện lợi hơn.